# Proměny tour 2003
Proměny Tour 2003 je druhé koncertní album skupiny Čechomor. Vydáno bylo na dvou CD a VHS nebo DVD. Koncert je rozdělen na dvě části. V té první hraje pouze Čechomor a v druhé hrají společně s Collegiem českých filharmoniků písně z alba Proměny. Poté ještě skupina sama přidává několik přídavků. Koncert v pražské T-Mobile Aréně, který byl součástí koncertního turné Proměny Tour 2003, navštívilo přes 11 000 diváků, kteří se postarali o perfektní atmosféru koncertu. Další zajímavostí je, že tento koncert byl jako první v České republice nahrán na 12 kamer s pětikanálovým zvukovým systémem. Kvalita záznamu byla oceněna Andělem za nejlepší DVD roku 2003. Album obsahuje celkem 28 skladeb, ze kterých jsou Intro I, Intro II a Instrumentálka na irské téma instrumentální. Délka koncertu je 113,5 minut.
Bonusy na DVD: film o filmu Making of Cechomor Promeny Tour 18,5 min. EPK 12,5 min. Ukázka z filmu Rok ďábla 11 min a 4 videoklipy (Proměny, Velické zvony, Včelín, Mezi horami). Textové informace o účinkujících, diskografie, fotoalbum, zpěvník a ocenění.
Ukázka celého alba: nižší kvalita, vyšší kvalita
Videoklipy: Proměny a Velické zvony

## Skupina
- František Černý – kytara a zpěv
- Karel Holas – pětistrunné housle a zpěv
- Radek Pobořil – akordeon a trubka
- Michal Pavlík – violoncello a české dudy
- Radek Klučka – bicí, perkuse
- Lenka Dusilová – zpěv, kytara, vystupovala jako host
- Collegium českých filharmoniků – housle, violoncello, harfa, …
- Milan Cimfe – bicí, perkuse, vystupoval jako host a byl vyhlášen nejlepším roztleskávačem večera
- Camilo Caller – bicí, perkuse

## Seznam stop

### CD 1
1. Intro I (ukázka)
2. Koníčky 	(ukázka)
3. Na Vsetíně 		(ukázka)
4. Včelín 	(ukázka)
5. Súsedovi koně 	(ukázka)
6. Nevěra 		(ukázka)
7. Instrumentálka na irské téma		(ukázka)
8. Sedem nocí 	(ukázka)
9. Husičky, husičky	(ukázka)
10. Michálek 		(ukázka)
11. V zeleném háji 	(ukázka)
12. Intro II (Slunéčko)		(ukázka)
13. Proměny 		(ukázka)

### CD 2
1. Mezi horami 		(ukázka)
2. Vyšly ryby 		(ukázka)
3. Dobře ti je Janku 	(ukázka)
4. Zdálo sa ně 		(ukázka)
5. Zabitec 		(ukázka)
6. Hruška 		(ukázka)
7. Svatba 		(ukázka)
8. Voják 		(ukázka)
9. Šimbolice 		(ukázka)
10. Větříček 		(ukázka)
11. Velické zvony 	(ukázka)
12. Dudáček 		(ukázka)
13. Gorale 		(ukázka)
14. Pivničková 		(ukázka)
15. Aj čo ně dáš (ukázka)